# Kvarnberget, Karlstad
Kvarnberget är en stadsdel i centrala Karlstad. Norrut och västerut avgränsas stadsdelen av Klarälven, i öster av järnvägen. Centralsjukhuset i Karlstad är den dominerande arbetsplatsen i området som i övrigt till större delen består av flerbostadshus. Vid årsskiftet 2008/2009 bodde 2 430 personer på Kvarnberget.

## Historia

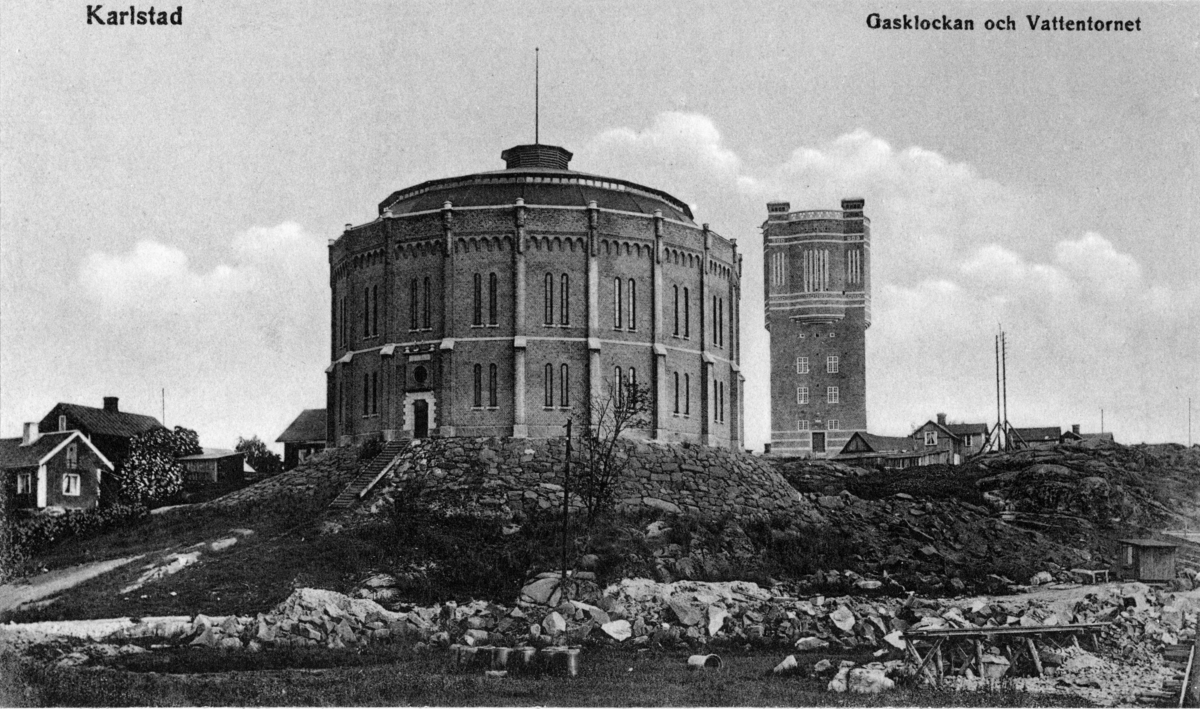
Gasklockan och vattentornet.

Kvarnberget fick sitt nuvarande namn på 1800-talet och var tidigare känt som Galgberget och platsen för stadens avrättningsplats. Ett mindre vattendrag avskilde då Kvarnberget från centrum, idag utgör järnvägen en tydlig avskiljning. 1788 uppfördes en kvarn på berget. Efter att kvarndriften hade upphört togs vingarna bort 1877. Efter den stora stadsbranden i Karlstad 1865 uppfördes nya byggnader på Kvarnberget, och 1866 rapporterade Nya Wermlands-Tidningen att ett femtiotal hus hade byggts. Kvarnberget var ett av flera områden utanför det gamla centrumet som bebyggdes efter branden. I början av 1900-talet uppfördes också ett vattentorn och ett gasverk på Kvarnberget, bägge revs i slutet av 1960-talet. Idag (2011) finns bara tre hus kvar av den gamla 1800-talsbebyggelse.

## Dagens bebyggelse
Under efterkrigstiden kom den äldre bebyggelsen att rivas. Cyrillus Johansson ritade 1940 en funktionalistisk stadsplan och området kom att bebyggas med flerfamiljshus. På 1940-talet byggdes lamellhus efter en tidsenlig stadsplan, bland annat längs Ölmegatan.  John Wästlund ritade 1951 fyra punkthus i gult tegel på Muraregatan, och tio år senare ytterligare 4 hus. Det finns också rad- och kedjehus från 1977 på Kvarnberget. Ytterligare 9 punkthus uppfördes 1983 ritade av Backström & Reinius. Förutom tre bevarade trähus från 1800-talet finns det några mindre villaområden med hus i 1920-talsklassicism och nationalromantik. Vid Klaraälven finns några tegelbyggnader som inrymt textilindustri.
Centralsjukhuset i Karlstad invigdes 1905 väster om berget, och ritades av Gustaf Wickman. Sedan dess har sjukhuset byggts om och till kontinuerligt och bara ett av Wickmans hus finns kvar, och används idag som patienthotell.